# غيت (برنامج)
غيت (بالإنجليزية: Git)‏ هو برنامج حاسوب للتحكم فالإصدارات وضبط النسخ (يُطلق على هذه العملية اسم «إدارة النٌُسخ» أيضا) وهو أحد برامج إدارة المراجعة الموزعة تمت برمجته ليكون سريعا في البداية قام لينوس تورفالدز ببرمجته ليستخدمه في تطوير نواة لينكس وليتجاوز عيوب ومشاكل برامج إدارة الإصدارت الأخرى، ثم انضم إليه لاحقا جونيو هامانو.
غيت برنامج حر ومفتوح المصدر يصدر تحت رخصة رخصة جنو العمومية الإصدار 2.

## نشأة غيت
تُطور نواة لينكس بفضل مساهمات مطورين من جميع أنحاء العالم. في الفترة التي امتدت ما بين 1991 و2002 كانت المساهمات تضاف على شكل ترقيعات أو ملفات مؤرشفة، لكن مع زيادة حجم النواة وعدد المساهمين فيها، ظهرت الحاجة إلى استخدام نظام لتتبع كل هذه المساهمات وإدارة مختلف النسخ، واستُخدمت نسخة من نظام BitKeeper التجاري لهذا الغرض.
بعد توتر العلاقة الموجودة ما بين الشركة المطورة لنظام BitKeeper ومجتمع لينكس، قررت الشركة سحب الرخصة التي وضعتها تحت تصرفهم، ما دفع بلينوس تورفالدس ومن معه من المطورين إلى بناء نظام جديد يعوض النظام القديم ويحل المشاكل التي كانت تواجهه، ومن هنا نشأ نظام إدارة النُسخ غيت.

## مميزات غيت
يمتاز نظام غيت بالخواص التالية:
- السرعة
- بساطة التصميم
- دعم متقدم لمشاريع التطوير التي تعتمد تطويرا غير خطي (آلاف الفروع المتوازية)
- موزع بشكل كامل.
- قادر على إدارة مشاريع كبيرة مماثلة في حجمها لحجم لنواة لينكس بشكل فعال (من حيث السرعة ومن حيث حجم البيانات).

## وصلات خارجية
- الموقع الرسمي